# Broadland (Dakota del Sud)
Broadland és una població dels Estats Units a l'estat de Dakota del Sud. Segons el cens del 2000 tenia 38 habitants.

## Demografia
Segons el cens del 2000, Broadland tenia 38 habitants, 14 habitatges, i 11 famílies. La densitat de població era de 14,7 habitants per km².
Dels 14 habitatges en un 42,9% hi vivien nens de menys de 18 anys, en un 71,4% hi vivien parelles casades, en un 7,1% dones solteres, i en un 21,4% no eren unitats familiars. En el 21,4% dels habitatges hi vivien persones soles el 21,4% de les quals corresponia a persones de 65 anys o més que vivien soles. El nombre mitjà de persones vivint en cada habitatge era de 2,71 i el nombre mitjà de persones que vivien en cada família era de 3,18.
Per edats la població es repartia de la següent manera: un 28,9% tenia menys de 18 anys, un 5,3% entre 18 i 24, un 31,6% entre 25 i 44, un 23,7% de 45 a 60 i un 10,5% 65 anys o més.
L'edat mediana era de 40 anys. Per cada 100 dones de 18 o més anys hi havia 107,7 homes.
La renda mediana per habitatge era de 34.583 $ i la renda mediana per família de 71.250 $. Els homes tenien una renda mediana de 34.583 $ mentre que les dones 100.000 $. La renda per capita de la població era de 20.059 $. Cap de les famílies estaven per davall del llindar de pobresa.

## Poblacions més properes
El següent diagrama mostra les poblacions més properes.